# Santa Clarita Diet
Santa Clarita Diet – amerykański serial telewizyjny (horror-komedia) wyprodukowany przez Kapital Entertainment, KatCo, Flower Films, Garfield Grove oraz Olybomb Entertainmen, którego twórcą jest Victor Fresco. Wszystkie 10 odcinków pierwszej serii zostało udostępnionych 3 lutego 2017 roku na platformie Netflix.
27 kwietnia 2019 roku, Netflix ogłosił zakończenie produkcji serialu po trzech sezonach.

## Fabuła
Serial skupia się na Sheili i Joelu Hammond, małżeństwie agentów nieruchomości mieszkających w Santa Clarita na przedmieściach Los Angeles wraz z córką Abby. Pewnego dnia żona w niewyjaśniony sposób umiera, powraca z zaświatów i staje się zombie. Do przeżycia potrzebuje świeżego ludzkiego mięsa, ale równocześnie jako agent nieruchomości musi pracować z mężem i kontrolować swój apetyt w obecności jego oraz klientów. Kobieta zjada tylko osoby, które w jakiś sposób oceni jako złe lub gdy ją z różnych względów zdenerwują.
Film ukazuje przemianę zwykłej, skromnej i wstydliwej kobiety z amerykańskiego przedmieścia w odważną i przebojową osobę, która korzysta z pełni życia. Docenia przy tym swoje człowieczeństwo. W konstrukcji opowieści możliwe jest odnalezienie wątków nietzscheańskich. Jeden z bohaterów stwierdza, że podczas przemiany w zombie pełną władzę nad jednostką uzyskuje id (według Zygmunta Freuda siedlisko instynktów oraz popędów). Bohaterką zawiaduje więc w tym kontekście jej zwierzęce ja.

## Obsada

### Główna
- Timothy Olyphant jako Joel Hammond[5]
- Drew Barrymore jako Sheila Hammond[5]
- Liv Hewson jako Abby Hammond[6]
- Skyler Gisondo jako Eric Bemis[7]

### Role drugoplanowe
- Ricardo Chavira jako Sheriff's Deputy Dan Palmer[8]
- Mary Elizabeth Ellis jako Lisa Palmer[9]
- Richard T. Jones jako Rick[6]
- Joy Osmanski jako Alondra[10]
- Natalie Morales jako Anne Garcia
- Thomas Lennon jako Principal Novak
- Grace Zabriskie jako pani Bakavic
- DeObia Oparei jako Loki Hayes
- Portia de Rossi jako dr Cora Wolf
- Zach Knighton[11] (sezon 2)

### Gościnne występy
- Nathan Fillion jako Gary West
- Andy Richter jako Carl Coby
- Patton Oswalt jako dr Hasmedi
- Ryan Hansen jako Bob Jonas
- Derek Waters jako Anton
- Ravi Patel jako Ryan

## Odcinki
| Sezon | Sezon | Odcinki | Oryginalna emisja Netflix | Oryginalna emisja Netflix | Oryginalna emisja | Oryginalna emisja | Oryginalna emisja |
| Sezon | Sezon | Odcinki | Premiera sezonu           | Finał sezonu              | Premiera sezonu   | Finał sezonu      |                   |
| ----- | ----- | ------- | ------------------------- | ------------------------- | ----------------- | ----------------- | ----------------- |
|       | 1     | 10      | 3 lutego 2017             | 3 lutego 2017             | 3 lutego 2017     | 3 lutego 2017     |                   |
|       | 2     | 10      | 23 marca 2018             | 23 marca 2018             | 23 marca 2018     | 23 marca 2018     |                   |
|       | 3     | 10      | 29 marca 2019             | 29 marca 2019             | 29 marca 2019     | 29 marca 2019     |                   |

### Sezon 1 (2017)
| #  | Tytuł                          | Reżyseria       | Scenariusz                   | Premiera Netflix | Premiera w Polsce Netflix |
| -- | ------------------------------ | --------------- | ---------------------------- | ---------------- | ------------------------- |
| 1  | So Then a Bat or a Monkey      | Ruben Fleischer | Victor Fresco                | 3 lutego 2017    | 3 lutego 2017             |
| 2  | We Can't Kill People!          | Ruben Fleischer | Victor Fresco                | 3 lutego 2017    | 3 lutego 2017             |
| 3  | We Can Kill People             | Marc Buckland   | Clay Graham                  | 3 lutego 2017    | 3 lutego 2017             |
| 4  | The Farting Sex Tourist        | Ken Kwapis      | Michael A. Ross              | 3 lutego 2017    | 3 lutego 2017             |
| 5  | Man Eat Man                    | Marc Buckland   | Chadd Gindin                 | 3 lutego 2017    | 3 lutego 2017             |
| 6  | Attention to Detail            | Craig Zisk      | Leila Cohan-Miccio           | 3 lutego 2017    | 3 lutego 2017             |
| 7  | Strange or Just Inconsiderate? | Lynn Shelton    | Ben Smith                    | 3 lutego 2017    | 3 lutego 2017             |
| 8  | How Much Vomit?                | Steve Pink      | Aaron Brownstein, Simon Ganz | 3 lutego 2017    | 3 lutego 2017             |
| 9  | The Book!                      | Tamra Davis     | Sarah Walker                 | 3 lutego 2017    | 3 lutego 2017             |
| 10 | Baka, Bile and Baseball Bats   | Dean Parisot    | Clay Graham                  | 3 lutego 2017    | 3 lutego 2017             |

### Sezon 2 (2018)
| #  | Tytuł                | Reżyseria      | Scenariusz                    | Premiera Netflix | Premiera w Polsce Netflix |
| -- | -------------------- | -------------- | ----------------------------- | ---------------- | ------------------------- |
| 1  | No Family is Perfect | Ken Kwapis     | Victor Fresco                 | 23 marca 2018    | 23 marca 2018             |
| 2  | Coyote in Yoga Pants | Marc Buckland  | Michael A. Ross               | 23 marca 2018    | 23 marca 2018             |
| 3  | Moral Gray Area      | Ken Kwapis     | Clay Graham                   | 23 marca 2018    | 23 marca 2018             |
| 4  | The Queen of England | Adam Arkin     | Chadd Gindin                  | 23 marca 2018    | 23 marca 2018             |
| 5  | Going Pre-med        | Marc Buckland  | Ben Smith                     | 23 marca 2018    | 23 marca 2018             |
| 6  | Pasion               | Steve Pink     | Aaron Brownstein i Simon Ganz | 23 marca 2018    | 23 marca 2018             |
| 7  | A change of Heart    | Jaffar Mahmood | Melissa Hunter                | 23 marca 2018    | 23 marca 2018             |
| 8  | Easels and War Paint | Steve Pink     | Caitlin Meares                | 23 marca 2018    | 23 marca 2018             |
| 9  | Suspicious Objects   | Jamie Babbit   | Romi Barta                    | 23 marca 2018    | 23 marca 2018             |
| 10 | Haibut!              | Marc Buckland  | Victor Fresco                 | 23 marca 2018    | 23 marca 2018             |

### Sezon 3 (2019)
| #  | Tytuł                                | Reżyseria      | Scenariusz                    | Premiera Netflix | Premiera w Polsce Netflix |
| -- | ------------------------------------ | -------------- | ----------------------------- | ---------------- | ------------------------- |
| 1  | Wuffenloaf                           | Marc Buckland  | Victor Fresco                 | 29 marca 2019    | 29 marca 2019             |
| 2  | Knighttime                           | Ken Kwapis     | Michael A. Ross               | 29 marca 2019    | 29 marca 2019             |
| 3  | We Let People Die Every Day          | Geeta V. Patel | Clay Graham                   | 29 marca 2019    | 29 marca 2019             |
| 4  | More of a Cat Person                 | Andy Ackerman  | Ben Smith                     | 29 marca 2019    | 29 marca 2019             |
| 5  | Belle and Sebastian Protect the Head | Marc Buckland  | Melissa Hunter                | 29 marca 2019    | 29 marca 2019             |
| 6  | The Chicken and the Pear             | Rebecca Asher  | Aaron Brownstein i Simon Ganz | 29 marca 2019    | 29 marca 2019             |
| 7  | A Specific Form of Recklessness      | Ken Kwapis     | Caitlin Meares                | 29 marca 2019    | 29 marca 2019             |
| 8  | Forever!                             | Adam Arkin     | Michael A. Ross               | 29 marca 2019    | 29 marca 2019             |
| 9  | Zombody                              | Steve Pink     | Clay Graham                   | 29 marca 2019    | 29 marca 2019             |
| 10 | The Cult of Sheila                   | Marc Buckland  | Victor Fresco                 | 29 marca 2019    | 29 marca 2019             |

## Produkcja
19 marca 2016 roku platforma Netflix zamówiła pierwszy sezon serialu, w którym główne role zagrają Timothy Olyphant i Drew Barrymore.
W maju 2016 roku Ricardo Chavira i Skyler Gisondo dołączyli do obsady.
W czerwcu 2016 roku ogłoszono, że Liv Hewson, Richard T. Jones i Mary Elizabeth Ellis dołączyli do komedii.
W lipcu 2016 roku Joy Osmanski dołączyła do obsady w serialu, w którym wcieli się w rolę Alondry, spokojnej kobiety.
29 marca 2017 roku platforma Netflix zamówiła 2 serię.
Pod koniec lipca 2017 roku, poinformowano, że Zach Knighton dołączył do obsady w drugim sezonie komedii
7 maja 2018 roku, platforma przedłużyła seria o trzeci sezon